# Théorème de Jordan-Hölder
Pour les articles homonymes, voir Théorème de Jordan et Théorème de Hölder.
Le théorème de Jordan-Hölder est un théorème de la théorie des groupes, qui fait partie de l'algèbre générale. Il permet notamment une démonstration très générale de la réduction de Jordan des matrices carrées.[réf. souhaitée]

## Définitions
Soient G un groupe et e son élément neutre.
- Rappelons qu'on appelle suite de composition[1] de G toute suite finie (G0, G1, …, Gr) de sous-groupes de G telle que{\displaystyle G=G_{0}\supseteq G_{1}\supseteq \ldots \supseteq G_{r}=\{e\}}et que, pour tout i ∈ {0, 1, …,  r – 1}, Gi+1 soit sous-groupe normal de Gi.
Les quotients Gi/Gi+1 sont appelés les quotients de la suite[2].
- Soient Σ1 = (G0, G1, …, Gr) et Σ2 = (H0, H1, …, Hs) deux suites de composition de G. Rappelons qu'on dit que
  - Σ2 est un raffinement[3] de Σ1, ou encore que Σ2 est plus fine[4] que Σ1, si Σ1 est extraite de Σ2, c'est-à-dire s'il existe des indices 0 = j(0) < j(1) … < j(r) = s tels que Gi = Hj(i) pour tout i ∈ {1, …, r – 1}.
  - Σ1 et Σ2 sont équivalentes[4],[5] si r = s et s'il existe une permutation σ de l'ensemble {0, 1, …,  r – 1} telle que pour tout i dans cet ensemble, le quotient Gi/Gi+1 soit isomorphe au quotient Hσ(i)/Hσ(i)+1.
- Soit Σ = (G0, G1, …, Gr) une suite de composition de G. Les trois conditions suivantes sont équivalentes :
a) Σ est strictement décroissante et n'admet pas d'autre raffinement strictement décroissant qu'elle-même ;
b) les quotients de Σ sont tous des groupes simples ;
c) pour tout i ∈ [0, r – 1], Gi+1 est un sous-groupe distingué maximal[6] de Gi (c'est-à-dire un élément maximal, relativement à l'inclusion, de l'ensemble des sous-groupes propres distingués de Gi).
On appelle suite de Jordan-Hölder[7] une suite de composition possédant les propriétés équivalentes a) à c).

Tout groupe fini admet au moins une suite de Jordan-Hölder. Plus généralement, un groupe G admet une suite de Jordan-Hölder si et seulement s'il satisfait aux conditions de chaîne ascendante et descendante pour les sous-groupes sous-normaux, c'est-à-dire si toute suite croissante et toute suite décroissante de sous-groupes sous-normaux de G est stationnaire. (Cela revient encore à dire que tout ensemble non vide E de sous-groupes sous-normaux de G a un élément maximal dans E pour l'inclusion et un élément minimal dans E pour l'inclusion; soit finalement, que le treillis des sous-groupes sous-normaux de G est complet.) En particulier, si un groupe satisfait aux conditions de chaîne ascendante et descendante pour les sous-groupes quelconques, il admet une suite de Jordan-Hölder.

## Le théorème de Jordan-Hölder
Le théorème de Jordan-Hölder dit que deux suites de Jordan-Hölder d'un même groupe sont toujours équivalentes. Ce théorème peut se démontrer à l'aide du théorème de raffinement de Schreier, lequel peut lui-même se démontrer à l'aide du lemme de Zassenhaus.

### Exemple
Pour le groupe des nombres modulo 6, on a les deux suites de Jordan-Hölder suivantes :
- {\displaystyle \mathbb {Z} /6\mathbb {Z} \supset \{0,2,4\}\supset \{0\}}
- {\displaystyle \mathbb {Z} /6\mathbb {Z} \supset \{0,3\}\supset \{0\}}

dont les quotients sont (à isomorphisme près) ℤ/2ℤ puis ℤ/3ℤ pour la première et ℤ/3ℤ puis ℤ/2ℤ pour la seconde.

## Généralisation
Le thèorème de Jordan se généralise utilement aux groupes à opérateurs.

Tout d'abord, on étend la notion de suite de Jordan-Hölder d'un groupe aux groupes à opérateurs : on appelle suite de Jordan-Hölder d'un Ω-groupe G toute suite finie (G0, G1, … , Gr) de Ω-sous-groupes de G telle que
 que, pour tout i∈{0, 1, … , r – 1}, Gi + 1 soit sous-groupe normal (et donc Ω-sous-groupe normal) de Gi et que, pour tout i∈{0, 1, … , r – 1}, le Ω-groupe quotient Gi/Gi + 1 soit Ω-simple.
Comme dans le cas des groupes ordinaires, tout groupe à opérateurs fini admet au moins une suite de Jordan-Hölder et, plus généralement, un groupe à opérateurs G admet une suite de Jordan-Hölder si et seulement s'il satisfait aux conditions de chaîne ascendante et descendante pour les sous-groupes stables sous-normaux, c'est-à-dire si toute suite croissante et toute suite décroissante de sous-groupes stables sous-normaux de G est stationnaire. (Cela revient encore à dire que tout ensemble non vide E de sous-groupes stables sous-normaux de G a un élément maximal dans E pour l'inclusion et un élément minimal dans E pour l'inclusion.)
Soit G un Ω-groupe, soient Σ1 = (G0, G1, … , Gr) et Σ2 = (H0, H1, … , Hs) deux suites de Jordan-Hölder de G. On dit que Σ1 et Σ2 sont équivalentes si r = s et s'il existe une permutation σ de l'ensemble {0, 1, … , r – 1} telle que pour tout i dans cet ensemble, le Ω-groupe quotient Gi/Gi + 1 soit Ω-isomorphe au Ω-groupe quotient Hσ(i)/Hσ(i) + 1.
La démonstration du théorème de Jordan-Hölder s'étend alors immédiatement aux groupes à opérateurs : deux suites de Jordan-Hölder d'un même groupe à opérateurs sont toujours équivalentes.

## Exemple d'utilisation de la forme généralisée
Soient A un anneau et M un A-module à gauche ou à droite sur A. L'addition des vecteurs de M est une loi de groupe et la loi externe de M est une opération
qui fait de M un groupe à opérateurs dans A (en raison de la distributivité de la loi externe par rapport à l'addition des vecteurs).
Tout ceci est vrai en particulier dans le cas d'un espace vectoriel à gauche ou à droite V sur un corps (non forcément commutatif) K (le lecteur qui n'est pas familier avec les corps non commutatifs et les espaces vectoriels à gauche et à droite peut supposer que K est un corps commutatif et que V est un espace vectoriel sur K) : l'addition des vecteurs de V est une loi de groupe et la loi externe de V est une opération
qui fait de V un groupe à opérateurs dans K (en raison de la distributivité de la loi externe par rapport à l'addition des vecteurs).
Un espace vectoriel à gauche ou à droite sur un corps K est donc un cas particulier de groupe à opérateurs dans K. Les sous-groupes stables de ce groupe à opérateurs sont les sous-espaces vectoriels de V. Comme le groupe à opérateurs V est commutatif, tous ses sous-groupes stables sont normaux. Si W est un sous-espace vectoriel de V, l'espace vectoriel quotient de l'espace V par l'espace W est le groupe à opérateurs quotient du groupe à opérateurs V par son sous-groupe stable W. Le groupe à opérateurs V est simple si et seulement si l'espace vectoriel V est de dimension 1. 
Nous allons tirer de ce qui précède que deux bases finies d'un même espace vectoriel ont toujours le même nombre d'éléments. Soient (a1, … , ar) et (b1, … , bs) deux bases d'un même espace vectoriel V. Il s'agit de prouver que r = s. Pour chaque i (0 ≤ i ≤ r), désignons par Vi le sous-espace vectoriel de V engendré par les aj avec j ≤ i (on a donc V0 = 0). De même, pour chaque k (0 ≤ k ≤ s), désignons par Wk le sous-espace vectoriel de V engendré par les bl avec l ≤ k. Alors (Vr, … , V0) et (Ws, … , W0) sont deux suites de Jordan-Hölder du groupe à opérateurs V. D'après le théorème de Jordan-Hölder étendu aux groupes à opérateurs, ces deux suites sont équivalentes. En particulier, elles ont la même longueur, donc r = s, comme annoncé.
Remarque. La démonstration qui précède montre qu'un espace vectoriel est de dimension finie si et seulement s'il est de longueur finie comme groupe à opérateurs et que sa longueur est alors égale à sa dimension. En revanche, si V est de dimension infinie, la longueur de V (qui est alors infinie elle aussi) n'est pas forcément égale à la dimension de V, car la longueur de V, comme la longueur de tout groupe à opérateurs de longueur infinie, est alors égale au plus petit cardinal infini, ce qui n'est pas forcément le cas de la dimension de V.

## Histoire
C. Jordan énonça en 1869 et démontra en 1870 que dans deux suites de Jordan-Hölder d'un même groupe fini, la suite des ordres (nombres d'éléments) des quotients est la même, à une permutation près. En 1889, O. Hölder renforça ce résultat en prouvant le théorème appelé depuis théorème de Jordan-Hölder.